# Union Pacific (Brettspiel)
Union Pacific ist ein Brett- und Strategiespiel des britischen Spieleautors Alan R. Moon, das 1999 im Amigo-Verlag veröffentlicht und im selben Jahr für das Spiel des Jahres nominiert wurde. Das Spiel ist für 2 – 6 Spieler ab 12 Jahren und eine Überarbeitung des 1990 im Abacusverlag erschienenen Spiels Airlines von Alan R. Moon. Die grafische Gestaltung stammt von Franz Vohwinkel. Als Spieldauer wird 90 Minuten angegeben. Für das Spiel zu zweit gibt es eine Variante mit kleinen Regeländerungen, damit es auch zu zweit spannend bleibt.

## Ausstattung
Das Spielmaterial besteht aus:
- 1 Spielplan
- 131 Lokomotiven in verschiedenen Farben und unterschiedlicher Anzahl
- 118 Aktienkarten der Eisenbahngesellschaften
- 40 Schienenkarten
- 150 Geldscheine
- 4 Prämienkarten
- 6 Übersichtskarten

## Spielverlauf
Vor Spielbeginn wird der Spielplan auf den Tisch gelegt und ein Spieler zum Banker ernannt. Lokomotiven und Geld werden sortiert bereitgelegt. Jeder Spieler erhält eine Übersichtskarte sowie verdeckt drei Schienenkarten des Schienenkartenstapels und 5 Karten des Aktienstapels auf die Hand. Erst nachdem die Spieler die ersten Aktien erhalten haben, werden nach bestimmten Regeln die 4 wertungsauslösenden Prämienkarten eingemischt. Der verdeckte Aktienkartenstapel und der verdeckte Schienenkartenstapel werden neben den Spielplan gelegt. Vom verdeckten Aktienkartenstapel werden vier Aktienkarten offen ausgelegt.
Der Spieler zieht in jeder Runde eine Schienenkarte, danach hat er zwei Möglichkeiten: Ausbauen oder investieren. Entweder baut er das Schienennetz aus, indem er eine Schienenkarte ausspielt, eine Lokomotive aus dem Vorrat nimmt und aufstellt und eine Aktienkarte zieht, oder er investiert, indem er eine oder mehrere Aktienkarten aus seiner Hand ausspielt und vor sich ablegt.
Der Ausbau des Schienennetzes beginnt beim Startbahnhof der jeweiligen Eisenbahngesellschaft. Lokomotiven können nur die Strecken des Spielplans befahren, die die passende Schienenart aufweisen. Deshalb gibt es verschiedene Schienenkarten mit unterschiedlichen Schienenarten. Durch den Ausbau des Schienennetzes durch Ausspielen einer Schienenkarte profitieren auch die Mitspieler, die ebenfalls Karten dieser Eisenbahngesellschaft besitzen und in diese Eisenbahngesellschaft bereits investiert, d. h. Aktienkarten ausgespielt und offen vor sich abgelegt haben. Zum Abschluss seiner Aktion in dieser Runde nimmt der Spieler eine Aktie vom verdeckten Aktienstapel oder eine der vier offen ausliegenden Aktien. Liegen vier gleiche Aktien aus, werden sie aus dem Spiel genommen und neue Aktienkarten aufgedeckt.
Um zu investieren, legt der Spieler entweder eine oder mehrere Aktienkarten einer Eisenbahngesellschaft oder genau eine Aktie von zwei Eisenbahngesellschaften ab. Am Ende seines Zuges muss der Spieler eine ungespielte Schienenkarte ablegen. Auch darf er keine neue Aktienkarte ziehen.
Wird vom Aktienkartenstapel eine Prämienkarte aufgedeckt, wird sofort eine Wertung bzw. Prämienausschüttung durchgeführt. Das Spiel ist beendet, sobald die vierte Prämienausschüttung erfolgte. Wer das meiste Geld besitzt, hat gewonnen.

## Auszeichnungen
Union Pacific wurde 1999 zum Spiel des Jahres nominiert. Im gleichen Jahr erhielt es die Essener Feder für das Spiel mit der besten Spielanleitung und wurde auf den dritten Platz des Deutschen Spiele Preises gewählt.